# うんと幸せ
「うんと幸せ」（うんとしあわせ）は、一青窈の14枚目のシングル。2009年11月4日リリース。

## 概要
- 新歌謡（進化窈）三部作の第二弾。
- 表題曲は一青窈から両親への最後の手紙である。同年6月に行ったツアー「一青窈 premium acoustic tour '09 produced & performed by 武部聡志 × 小林武史」で初披露。後に8月17日より、「うんと幸せ（premium acoustic tour '09 ver.）」の無料ダウンロードが始まった。
- 初回生産限定盤には、一青窈が自身の詩を朗読したポエトリーリーディングを収録。

## 収録曲
（全作詞：一青窈／全作曲・編曲：小林武史）
1. うんと幸せ
  - 作曲・編曲：武部聡志
  - ギャガ配給映画『私の中のあなた』イメージ・ソング
  - ケイダッシュステージ・リンクライツ配給映画『それでも花は咲いていく』主題歌
2. ウラ・ハラ
3. name
  - Salyuに歌詞を提供した楽曲のセルフカバー。
4. prologue2（初回生産限定盤のみ）

## 収録アルバム
うんと幸せ
- 『花蓮街』